# (38282) 1999 RM56
1999 RM56 (asteroide 38282) é um asteroide da cintura principal. Possui uma excentricidade de 0.06732530 e uma inclinação de 6.39297º.
Este asteroide foi descoberto no dia 7 de setembro de 1999 por LINEAR em Socorro.